# Wenger

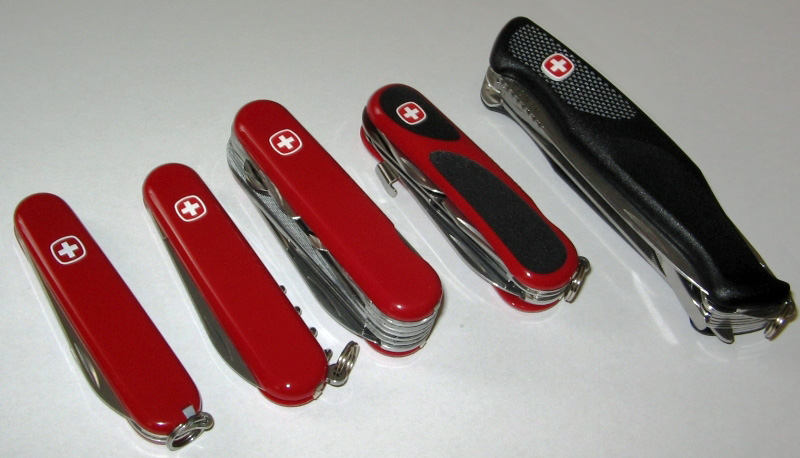
Navajas fabricadas por Wenger.

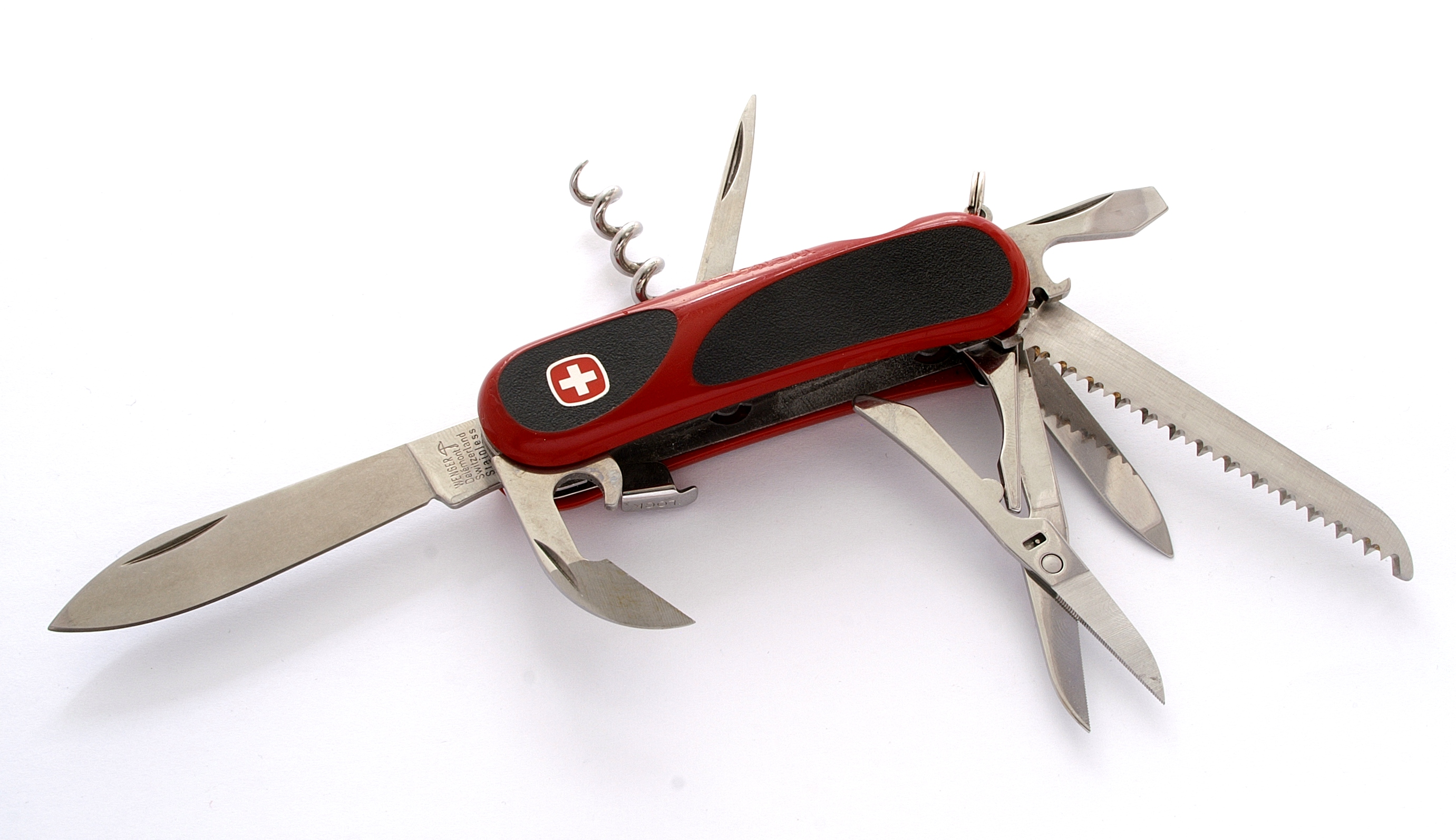

Wenger es una compañía suiza, propiedad de Victorinox, que actualmente fabrica relojes además de artículos diversos para viajes y negocios. Algunos de estos artículos son fabricados por terceros bajo contratos de licencia usando las marca Wenger y Swissgear.
Wenger es una de las dos compañías que ha fabricado navajas del Ejército Suizo. Su sede y fábrica se encuentra en Delémont, Cantón del Jura, Suiza.

## Historia
En 1893 Jupiter Paul Boechat en conjunto con Amédée Comte, Joseph Vultier y Achille Maître creó en el cantón del Jura, Suiza, la fábrica de cuchillos Paul Boechat y Cía. En el mismo año, la fábrica recibió un contrato para producir navajas para el Ejército Suizo. 
En 1895, debido a retos financieros, la fábrica fue comprada por un grupo de emprendedores de Delémont con el deseo de fundar una fábrica suiza de utensilios culinarios, estableciendo la Fábrica Suiza de Cuchillería SA.
En 1897 Theodoro Wenger, un ministro que había trabajado en los Estados Unidos de América, a su retorno a su natal Suiza, fue contratado como Gerente. 
En julio de 1898, una de las primeras acciones de Theodoro Wenger fue comprar la  fábrica de cucharas y cuchillos llamada Schweizer Britanniametallwarenfabrik ubicada en Basilea. Esta fábrica fue posteriorment transferida a una bodega rentada en Delémont estableciendo la Fábrica Suiza de Cuchillería y Artículos Metálicos Britannia SA, como una subsidiaria de la Fábrica Suiza de Cuchillería SA.
En 1907, se transfirió la propiedad de la fábrica a la empresa Wenger y Compañía.
En 1908 el Ejército Suizo decidió dividir el contrato de navajas, solicitando la mitad de la orden de compra a Victorinox, ubicada en el cantón de habla alemana de Schwyz, y la otra mitad a Wenger en la región con habla francesa en el cantón de Bern.
En 1909 Kaspar Oertli se convierte en representante de la empresa y para 1922 se vuelve socio de la compañía.
En 1929, después de la muerte de Theo Wenger, Kaspar Oertli obtuvo la mayoría de acciones de la compañía. 
En 1947 tras la muerte de su padre, Max Oertli se hace cargo de la empresa.
En 1951 Victorinox obtuvo una patente para un diseño del abrelatas. En 1961 el ejército suizo aceptó el diseño de Victorinox para un modelo de navaja de soldado el cual era menor y más ligero que las versiones previas. Wenger, había iniciado la producción del nuevo modelo de navaja. Sin embargo, no podía utilizar el diseño del abrelatas que fue patentado por Victorinox. Desde que el ejército suizo requería que las navajas para sus soldados sean completamente idénticas, Wenger fue forzado a comprar esta pieza a Victorinox en sus navajas para soldado a partir del modelo 1961. Victorinox, como acto de buena voluntad, suministró el abrelatas a Wenger sin obtener ganancias.
En 1954 se constituye la compañía Precise Imports Corporation en Nueva York, Estados Unidos de América. Precise Imports corporation se convierte en el importador y representante oficial de Wenger para Estados Unidos de América y Canadá y se encargaba del mercadeo y ventas de los productos de Wenger. A la vez, Precise importaba y distribuía otras marcas de Productos. Todos los anuncios comerciales de Wenger en estos países eran llevados a cabo por esta compañía.
En 1988, Wenger inició la diversificación de sus productos, con la producción de relojes suizos, un año antes que su competidor Victorinox.
In 1992, la compañía Swiss Army Brands, Inc., quien es el distribuidor de Victorinox en Estados Unidos de América, otorga a Precise Imports Corporation una licencia mundial perpetua, libre de regalías, para el uso de la marca registrada "Swiss Army" para ser usada por artículos suizos excluyendo relojes, lentes y compáses. Bajo este mismo acuerdo, Precise Import Corporation reconoce que Swiss Army Brands, Inc. posee el derecho exclusivo para el uso mundial de la marca “Swiss Army“ para relojes, compases y lentes.
Wenger buscando incrementar la diversificación de productos y haciendo uso de la licencia de la marca “Swiss Army”, en 1997 inicia en Suiza la producción de fragancias con el logotipo de Wenger y con la marca Swiss Army. Esta fragancia ha sido la mejor vendida de la familia de fragancias “Swiss Army”.
En 1999, Precise International (Precise Import Corporation) quien fuera por décadas el  distribuidor y representante oficial de Wenger en Estados Unidos de América y Canadá se convierte en Wenger N.A. (Wenger North America), subsidiaria de Wenger S.A. Sus oficinas se mantienen en Orangeburg, NY, EUA.
El 2001, Wenger agrega a su familia de fragancias la línea masculina “Swiss Army Altitude” y después en 2002 lanza al mercado la fragancia femenina “Swiss Army for Her”.
En abril de 2005, Wenger fue adquirido por Victorinox. A pesar de ésta adquisición, Wenger y Victorinox mantuvieron inicialmente sus fábricas independientes, aprovechando sin embargo ciertas sinergias como la compra de acero o decisiones globales del grupo.
En ese mismo año, Victorinox relanza la marca Wenger con un particular orientación a las actividades de aire libre tales como campísmo, alpinísmo, exploración, excursionismo, entre otras. Como producto de esta orientación, la publicidad de Wenger se mostró acompañada de fotografías de estas actividades en los Alpes Suizos.  
En el mismo 2005, Wenger introdujo la línea Evolution, la cual es una serie de Navajas con cachas ergonómicas. Este producto fue considerado el "primer cambio de diseño a las cachas rojas de la navaja suiza desde su creación"  
En 2007, Victorinox decide capitalizar la experiencia de Wenger en la producción de fragancias y relanza la línea de fragancias que pertenecía a Wenger con la marca "Victorinox Swiss Army" remplazando el logotipo de Wenger con el logotipo de Victorinox.
En ese mismo año, Wenger introduce la línea Evogrip, la cual está basada en la línea Evolution, pero agrega unos insertos plásticos para mejorar el agarre de la navaja.
En 2013, Victorinox decidió producir navajas suizas y cuchillería bajo una sola marca (Victorinox), e integró las líneas de navajas y cuchillos que eran fabricados bajo la marca Wenger a la línea de productos de Victorinox. Estas líneas de productos se les conoce a partir de entonces como la "Colección Delémont". 
En marzo del 2016, durante la exposición Baselworld 2016, Victorinox relanza la marca Wenger posicionándola como una marca con valores suizos a un precio razonable. A partir de entonces Wenger empieza a usar el lema “Una compañía Suiza desde 1893” dejando atrás el lema "Creador de la Genuina Navaja del Ejército Suizo" que usó por varias décadas.
En 2017, Victorinox lanza al mercado un modelo de navaja del Ejército Suizo llamado “Wenger Red”. Esta navaja cuenta con el logotipo de Wenger y el nombre de la marca Wenger grabado en el cuerpo de la navaja. Esta navaja se entrega en un empaque con la marca y logotipo Victorinox. Este modelo se produce en Delémont, Suiza. Actualmente, esta es la única navaja con logotipo de Wenger que se encuentra en producción al día de hoy.

## Productos
Entre las diversas familias de productos que Wenger ha producido se encuentran: 
Navajas del Ejército Suizo
- Línea Evolution
- Línea Executive
- Línea Evogrip

Cuchillería y artículos culinarios 
- Línea Wenger
- Línea Swibo
- Línea Grand Maitre

Relojes
- Línea S.A.K. Design
- Línea S.M.T. Design
- Línea Wenger estándar
- Línea Swiss Sport
- Línea Swiss Military
- Línea Wenger Swiss Military
- Línea Swissgear

Fragancias
- Swiss Army (masculina)
- Swiss Army Altitude (masculina)
- Swiss Army for Her (Femenina)

Artículo para uso en aire libre
- Tiendas de campaña
- Mochilas
- Sacos de dormir
- Zapatos
- Encendedores
- Cargadores solares

Anteojos
- Lentes para uso deportivo (Línea X-Kross)
- Lentes para sol

Artículos para viaje
- Maletas
- Portadocumentos
- Neceseres

Artículos para negocios
- Portafolios
- Tarjeteros
- Mochilas y maletines para computadoras portátiles

Accesorios
- Billeteras
- Cinturones
- Mochilas escolares